# Zdeněk Šmíd (překladatel)
Zdeněk Šmíd (5. června 1908 Ostrava – 8. dubna 1989 tamtéž) byl český básník a překladatel ze španělštiny.

## Život
Zdeněk Šmíd byl jeden z nejplodnějších překladatelů španělsky píšících autorů do češtiny v první polovině 20. století a jeden z průkopníků šíření hispanoamerické literatury v Československu.

## Dílo
- ŠMÍD, Zdeněk. Zátiší s kytarou: Ohlasy lidové poesie andaluské. 1. vyd. Praha: Vilém Šmidt, 1946. 136 S.